# 魔法少女特殊戰明日香
《魔法少女特殊戰明日香》是由深見真原作、刻夜聖吾作畫的日本漫畫作品，於2015年6月25日開始在《月刊BIG GANGAN》上連載。於2018年7月宣布改編為電視動畫，2019年1月12日起TBS電視台、每日放送電視台深夜時段播出。

## 故事簡介
21世紀。人類終於實現了與其他智慧生命體的接觸。但，這一相遇卻並非幸福之物。從地冥界侵入的怪物，將大多數現代兵器無效化，人類的命運如同風中殘燭。但在同樣為地冥界所苦的精靈環境條約機構的協助下，人類獲得了起死回生的一著棋。那就是魔法少女。
獲得強大魔力的少女，即使在身心多處負傷的同時，仍然將人類引導向勝利，並終於使大戰結束。但，這只不過是新的戰爭的開端而已。國際犯罪、無差別恐怖襲擊、內戰、紛爭……。
魔法少女的戰鬥沒有結束——

### 1 - 3巻
牧野希美綁架事件。

### 沖繩篇（4 - 6巻）
沖繩那霸基地攻擊事件。

### 烏克蘭篇（6 - 8巻）
俄羅斯戰前魔法生物實驗兵器事件。

### 俄羅斯篇（9 - 10巻）
營救不死鳥☆塔瑪拉事件。

## 登場人物

### 初代魔法少女
大鳥居明日香（聲：洲崎綾）
魔法少女Rapture☆明日香。日本魔法少女。在3年前的迪斯托尼亞戰爭中獲勝，存活下來的「傳說的五人（Magical Five）」其中之一。
在近距離魔法戰鬥中發揮出無與倫比的強大。但在父母被冥獸凌遲虐殺，加上戰爭中失去好友而讓心靈產生創傷，戰爭結束後就主動與暴力行為保持著距離。
本想就此過著平凡的學生生活，但在同學與朋友相繼被捲入恐怖攻擊後重拾魔法少女的身分，再度加入戰鬥之中。
絕招為「Rapture Talon」，扔出化作長劍的爪刃，攻擊力特化，是迪斯托尼亞戰爭中對冥王的主要攻擊手段。
夢源胡桃（聲：關根明良）
魔法少女War Nurse☆胡桃。日本魔法少女。在3年前的迪斯托尼亞戰爭中獲勝，存活下來的「傳說的五人（Magical Five）」其中之一。
大戰後成為陸上自衛隊研究本部總合研究部第2研究課的魔法戰研究官。
因為父親是個殺人犯的事實被揭露而經常被欺凌，家族之間也沒有半點親情讓她常疑惑自己為何而生，成為魔法少女後因明日香的直率而得到救贖，很崇拜明日香，視她為唯一的希望，對她抱持著深厚的愛情。
負責魔法少女的醫療、審問、並為了保護明日香的精神狀態，在暗中擔任起拷問者的職責。是「傳說的五人（Magical Five）」之中最擅長防禦。
絕招為「Reactive Magic Shield」。
米亞·塞拉斯（聲：松井惠理子）
魔法少女Just Cause☆米亞。美國魔法少女。在3年前的迪斯托尼亞戰爭中獲勝，存活下來的「傳說的五人（Magical Five）」其中之一。
擅長槍擊戰。隸屬於美軍統合特殊作戰軍。具有強勢且毫不猶豫的性格。
喜歡甜食。
在沖繩篇中，與「傳說的五人（Magical Five）」合作防衛那霸基地。
在烏克蘭篇中，與大鳥居明日香、夢源胡桃及劉佩佩合作解決俄羅斯於大戰時開發的魔法生物實驗兵器。
絕招為「Just Cause Siege Ballista」。得意技還有紅外線千里眼。
劉佩佩（聲：日笠陽子）
魔法少女雙頭龍☆佩佩。香港魔法少女。在3年前的迪斯托尼亞戰爭中獲勝，存活下來的「傳說的五人（Magical Five）」其中之一。
擅長使用魔法雙節棍進行格鬥戰，在戰後曾加入中國人民解放軍，在一次任務後消息不明。
絕招為「雙龍旋風」。
隱姓埋名後，以「流浪者」的名義接受傭兵任務，與代號「星像師」的少女一同生活。
在這三年間外表變化是初代魔法少女中最大，由原本的小女孩變成了古銅色辣妹
在烏克蘭篇中，與大鳥居明日香、夢源胡桃跟米亞·塞拉斯敵對。
在烏克蘭篇後，成為美、日方的傭兵。
塔瑪拉·沃爾科娃（聲：M·A·O）
魔法少女Phoenix☆塔瑪拉。俄羅斯魔法少女。在3年前的迪斯托尼亞戰爭中獲勝，存活下來的「傳說的五人（Magical Five）」其中之一。
俄軍所屬。舉止冷淡，但面對可愛的東西時也會舒緩面容。
在戰鬥中擅長火焰魔法，圓陣防衛戰，也擅長近身格鬥，格鬥技巧比明日香及與那嶺千里更勝一籌。
絕招為「不死鳥破壞光線」。
在沖繩篇中，與「傳說的五人（Magical Five）」合作防衛那霸基地。
在烏克蘭篇及俄羅斯篇中，與大鳥居明日香、夢源胡桃跟米亞·塞拉斯敵對。
在俄羅斯篇後，在大鳥居明日香、夢源胡桃的救助下解除了俄羅斯軍方的洗腦，成為聯合國所屬的魔法少女。
克勞迪亞（聲：植田佳奈）
魔法少女星之子，墨西哥魔法少女，在3年前對決冥獸王的阿蘇山決戰中犧牲。
瑪格達雷娜（聲：水橋香織）
魔法少女海妖，德國魔法少女，在3年前對決冥獸王的阿蘇火山決戰中犧牲。她和克勞迪亞的死是明日香一輩子揮之不去的陰影。
弗蘭希奴（聲：久川綾）
魔法少女聖騎士，法國魔法少女，曾一度是初代魔法少女中實力最強者，喜歡明日香，然而也是第一個犧牲的初代魔法少女。
在漫畫版里透露，疑似成為「巴比倫旅團」組織首領「女王」，即使很多線索的矛頭指向其中。

### 新生魔法少女
與那嶺千里（聲：竹達彩奈）
眼神陰暗空虛的沖繩少女。因交通事故而失去了母親以及自己的右腿。
曾經練習過空手道，但這一夢想也就此破滅，依靠輪椅生活。平常受到父親的虐待。
在沖繩篇出場，被巴比倫旅團設計欺騙成為非法魔法少女，協助基斯執行沖繩那霸基地攻擊事件。
從垂死的基斯口中知曉真相後感到非常內疚，被捕後加入日本警視廳特殊部隊支援班SAT Support Staff。
在烏克蘭篇中，執行營救「星像師」的任務。
在俄羅斯篇中，獨戰塔瑪拉·沃爾科娃戰敗，在納茲妮的協助下撤退，並與納茲妮成為戰友。

### 魔法傭兵
納茲妮（聲：石上静香）
黑手黨「狼男」的原成員，擅長火焰魔法。
在為「狼男」於日本執行人類走私行動中，被大鳥居明日香、夢源胡桃及特戰M班成員搗破被捕。
被夢源胡桃調教後，跟與那嶺千里一同加入日本警視廳特殊部隊支援班。
在俄羅斯篇中，作為間諜重新加入「狼男」，協助營救塔瑪拉·沃爾科娃，並在行動中跟與那嶺千里成為戰友。

### 精靈
薩啾（聲：菊池心）
支援魔法少女的老鼠型妖精，喜歡吃蛇，說話的尾語會加上「啾」。
全力進入偵測模式的樣子會變得非常不堪及噁心。
塔比拉將軍（聲：大原沙耶香）
精靈界的高層，少數能以人型之姿往返穿越精靈界及人間界，非常溺愛魔法少女。

### 巴比倫旅團
旅團長（聲：原由实）
帶著面具的魔法少女，恐怖組織巴比倫旅團的首領，巨大破壞魔法少女計劃（Girls of Mass Destruction）的提案者。
使用立方魔法，非常強大。身份不明，疑與「傳說的五人（Magical Five）」有關，曾對大鳥居明日香的復出顯露出關注。
寵愛阿比蓋爾。
阿比蓋爾（聲：高垣彩陽）
魔法少女巨大剪刀☆阿比。非法魔法少女之一。稱呼旅團長為女王大人，愛慕著旅團長，對她言聽計從。
曾執行牧野希美綁架事件試圖捕獲Rapture及War Nurse。
基斯（聲：寺崎裕香）
巴比倫旅團幹部。過去是索馬里的少年兵，垂死時獲旅團長所救，並賦予了魔法兵器的身體。
執行沖繩那霸基地攻擊事件。
在任務中欺騙了與那嶺千里，死前卻祈望著她的幸福。

### 其他
牧野希美（聲：高橋李依）
明日香的同班同學。充滿元氣的田徑部少女。經常和同班同學紗綾子在一起。
當明日香在班上被孤立時，第一個向她搭話。父親在公安的外事情報部工作。
曾被阿比蓋爾綁架，作為誘餌引出大鳥居明日香及夢源胡桃。
羽田紗綾子（聲：橋本千波）
明日香的同班同學。有著膽小而內向的一面，對於為他人而戰的魔法少女懷有憧憬之情。
文藝部所屬的書蟲。和同班同學希美是朋友。

## 出版書籍
全14冊
| 卷數 | SQUARE ENIX    | SQUARE ENIX            | 東立出版社     | 東立出版社             |
| 卷數 | 發售日期       | ISBN                   | 發售日期       | ISBN                   |
| ---- | -------------- | ---------------------- | -------------- | ---------------------- |
| 1    | 2015年10月24日 | ISBN 978-4-7575-4780-3 | 2019年5月23日  | ISBN 978-957-26-3178-2 |
| 2    | 2016年3月25日  | ISBN 978-4-7575-4934-0 | 2020年6月12日  | ISBN 978-957-26-3179-9 |
| 3    | 2016年7月25日  | ISBN 978-4-7575-5065-0 | 2020年8月27日  | ISBN 978-957-263-180-5 |
| 4    | 2017年4月25日  | ISBN 978-4-7575-5298-2 | 2020年10月22日 | ISBN 978-957-26-3181-2 |
| 5    | 2017年7月25日  | ISBN 978-4-7575-5423-8 |                |                        |
| 6    | 2017年11月25日 | ISBN 978-4-7575-5535-8 |                |                        |
| 7    | 2018年3月24日  | ISBN 978-4-7575-5680-5 |                |                        |
| 8    | 2018年7月25日  | ISBN 978-4-7575-5793-2 |                |                        |
| 9    | 2018年12月25日 | ISBN 978-4-7575-5962-2 |                |                        |
| 10   | 2019年3月25日  | ISBN 978-4-7575-6075-8 |                |                        |
| 11   | 2019年10月25日 | ISBN 978-4-7575-6360-5 |                |                        |
| 12   | 2020年3月25日  | ISBN 978-4-7575-6579-1 |                |                        |
| 13   | 2020年9月25日  | ISBN 978-4-7575-6855-6 |                |                        |
| 14   | 2021年4月24日  | ISBN 978-4-7575-7222-5 |                |                        |

## 電視動畫
動畫播放製作組於2019年1月12日深夜26:00起每日放送TBS電視台首播。

### 製作人員
- 原作：深見真（日语：深見真）
- 作畫：刻夜聖吾
- 監督：山本秀世
- 系列構成：深見真（日语：深見真）、海法紀光
- 角色設計：鈴木陽子（日语：鈴木陽子）
- 槍械設計：氏家嘉宏
- 道具設計：宮川治雄
- 美術監督：高大浩（ AtelierRoku07 ）
- 美術設定：川口正明（ AtelierRoku07 ）
- 色彩設計：岡亮子
- 攝影監督：高津純平
- 攝影監督輔佐：佐藤哲平 ( 旭Production )
- 編輯：長谷川舞（editz）
- 音響監督：岩浪美和
- 音樂：R·O·N（日语：R·O·N）
- 動畫製作：LIDENFILMS

### 主題曲
片頭曲
作詞：川田麻美，作曲：中澤伴行，編曲：中澤伴行、尾崎武士
主唱：nonoc
片尾曲
作詞：MARiA，作曲：toku，編曲：GARNiDELiA
主唱：GARNiDELiA

### 各話標題
| 話數   | 日文標題 | 中文標題                   | 劇本            | 分鏡              | 演出              | 作畫監督                                                         | 作畫監督 | 總作畫監督          |
| 話數   | 日文標題 | 中文標題                   | 劇本            | 分鏡              | 演出              | 角色                                                             | 動作     | 總作畫監督          |
| ------ | -------- | -------------------------- | --------------- | ----------------- | ----------------- | ---------------------------------------------------------------- | -------- | ------------------- |
| 第1話  |          | 魔法少女回來了             | 海法紀光        | 山本秀世          | 山本秀世          | 氏家嘉宏                                                         | 神谷智大 | 早川加壽子          |
| 第2話  |          | 日常與戰友                 | 海法紀光        | 山本秀世          | 駒屋健一郎        | 清水勝祐                                                         | 神谷智大 | 早川加壽子          |
| 第3話  |          | 更慘烈的戰爭               | 長濱亘彥        | 山本秀世          | 小山知洋          |                                                                  | 神谷智大 | 早川加壽子          |
| 第4話  |          | 巴比倫旅團—交戰開始        | 小太刀右京      | 山本秀世          | 川久保圭史        | 輿石暁                                                           | 神谷智大 | 早川加壽子 鈴木陽子 |
| 第5話  |          | 極為現實的處置方式         | 霜山航太郎      | 山本秀世          | 山本秀世 藤本義孝 | Cindy H.Yamauchi                                                 | 神谷智大 | 早川加壽子 鈴木陽子 |
| 第6話  |          | 對星星許願                 | 小太刀右京      | 山本秀世          | 藤代和也          | 中岡響香、輿石曉 山村俊了、小澤圓 生田目康裕                     | 神谷智大 | 早川加壽子 氏家嘉宏 |
| 第7話  |          | 魔法少女特殊戰開發部隊     | 深見真          | 山本秀世          | 駒屋健一郎        | 池田志乃、佐野陽子 森悅史                                        | 神谷智大 | 早川加壽子          |
| 第8話  |          | 一定能成為優秀的魔法少女   | 深見真          | 黑川智之 宮澤良太 | 長濱亘彥 有富興二 | 小山知洋、角谷理                                                 | 神谷智大 | 早川加壽子          |
| 第9話  |          | 地獄的蓋子                 | 海法紀光        | 山本秀世          | 川久保圭史        | 清水勝祐                                                         | 神谷智大 | 早川加壽子          |
| 第10話 |          | 各自的戰鬥                 | 深見真 田村尚也 | 山本秀世          | 藤代和也          | 輿石曉、生田目康裕 奧野倫史                                      | 神谷智大 | 早川加壽子          |
| 第11話 |          | 魔法少女們和這個美麗的世界 | 海法紀光        | 山本秀世          | 有富興二          | Cindy H. Yamauchi 氏家嘉宏、高橋香織 清水勝祐、平村直紀 菊池勝則 | 神谷智大 | 早川加壽子          |
| 第12話 |          | 如果這場戰鬥結束以後       | 深見真          | 山本秀世          | 森邦宏            | 池田志乃、佐野陽子 中井惠巳、森悅史 toshinori、中岡響香          | 神谷智大 | 早川加壽子          |

### 播放電視台
日本深夜動畫：下文記載的日本国内播放時間使用日本標準時間（UTC+9）表示。因為部分時間标识會採用30小时制，因此請留意这类超过24:00的时间，其實際播放時間為翌日清晨。
| 播放日期                                          | 播放時間                           | 播放電視台 | 播放區域   | 備註                                           |
| ------------------------------------------------- | ---------------------------------- | ---------- | ---------- | ---------------------------------------------- |
| 2019年1月12日 - 3月30日                           | 星期六 26:25 - 26:55（星期五深夜） | 毎日放送   | 近畿廣域圏 | 製作局                                         |
|                                                   |                                    | TBS電視台  | 關東廣域圏 |                                                |
| 2019年1月13日 - 3月31日                           | 星期日 25:30 - 26:00（星期六深夜） | BS-TBS     | 日本全國   | 日本衛星電視廣播BS放送                         |
|                                                   | 星期日 22:30 - 23:00               | AT-X       | 日本全國   | 製作参加 / 日本衛星電視廣播CS放送 / 節目有重播 |
| 2019年1月18日 - 4月5日                            | 星期五 26:35 - 27:05（星期四深夜） | CBC電視台  | 中京廣域圏 |                                                |
| 毎日放送、TBS電視台、BS-TBSでは『Animeism』B2枠。 |                                    |            |            |                                                |

網路平台亞馬遜影片將於電視之前播出。

### BD與DVD
| 卷數 | 發售日期      | 收錄話數        | 規格編號   | 規格編號   | 封面人物        |
| 卷數 | 發售日期      | 收錄話數        | BD         | DVD        | 封面人物        |
| ---- | ------------- | --------------- | ---------- | ---------- | --------------- |
| 1    | 2019年4月24日 | 第1話 ~ 第3話   | ZMXZ-13001 | ZMBZ-13011 | 大鳥居明日香    |
| 2    | 2019年5月24日 | 第4話 ~ 第6話   | ZMXZ-13002 | ZMBZ-13012 | 夢源胡桃        |
| 3    | 2019年6月26日 | 第7話 ~ 第9話   | ZMXZ-13003 | ZMBZ-13013 | 米亞·塞拉斯     |
| 4    | 2019年7月24日 | 第10話 ~ 第12話 | ZMXZ-13004 | ZMBZ-13014 | 塔瑪拉·沃爾科娃 |

## 外部連結
- 電視動畫《魔法少女特殊戰明日香》官方網站 （页面存档备份，存于）（日語）
- 魔法少女特殊戰明日香的X（前Twitter）（日語）
- 月刊BIG GANGAN 《魔法少女特殊戰明日香》官方網站 （页面存档备份，存于）（日語）
- 魔法少女特殊戦あすか | MBS （页面存档备份，存于） - 毎日放送による番組サイト（日語）